# Mullaitivu
Mullaitivu (en tàmil: முல்லைத்தீவு, en singalès: මුලතිව්) és una petita ciutat costanera del litoral nord-oriental de Sri Lanka. És la capital del districte de Mullaitivu a la província del Nord de Sri Lanka. Sent un gran part assentament de pesca, la ciutat va créixer a principis del segle XX com a port de petits vaixells de navegació que transportaven béns entre Colombo i Jaffna. La ciutat té una oficina del Secretariat del Districte, moltes altres institucions governamentals i escoles situades dins i al voltant de l'àrea.
Fou una àrea controlada pels Tigres d'Alliberament de Tamil Eelam, que disposaven d'un gran base militar a la ciutat i ha estat el teatre de moltes batalles des de 1983 durant la Guerra civil de Sri Lanka. La ciutat va patir fortes destrosses i nombroses pèrdues de vides humanes arran del tsunami de l'oceà Índic del 2004.
L'Exèrcit de Sri Lanka va prendre el control de la ciutat el 25 de gener de 2009, després de lliurar la Batalla de Mullaitivu contra els Tigres d'Alliberament de Tamil Eelam.

## Galeria

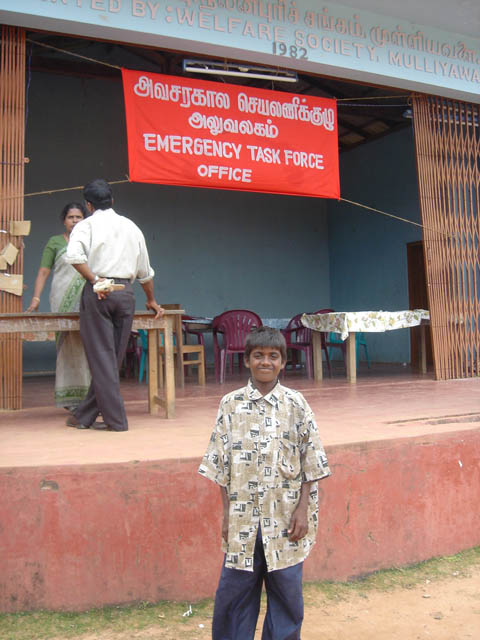
Oficina de benestar, 2004
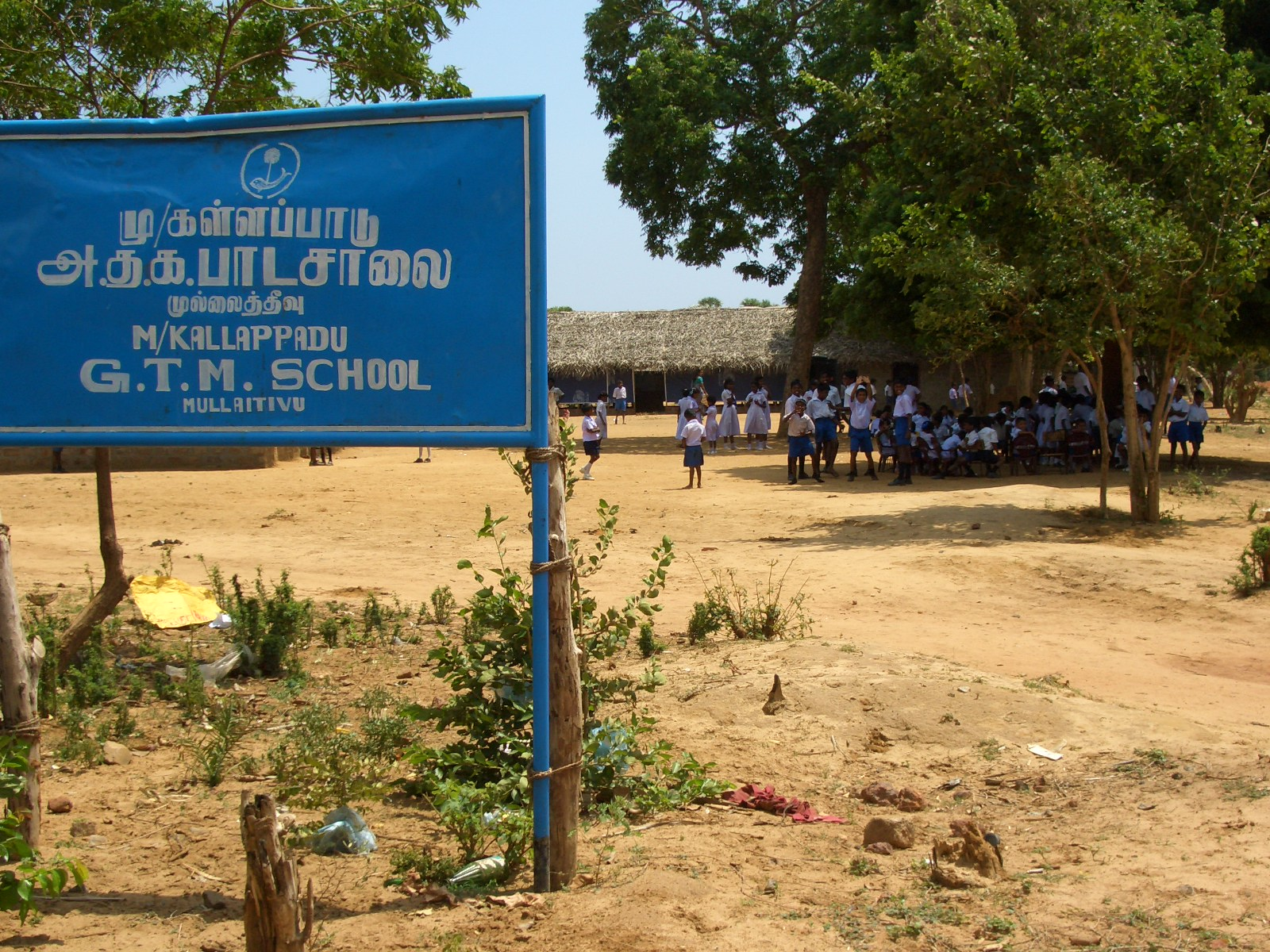
Escola Mullaitivu Kallapadu GTM
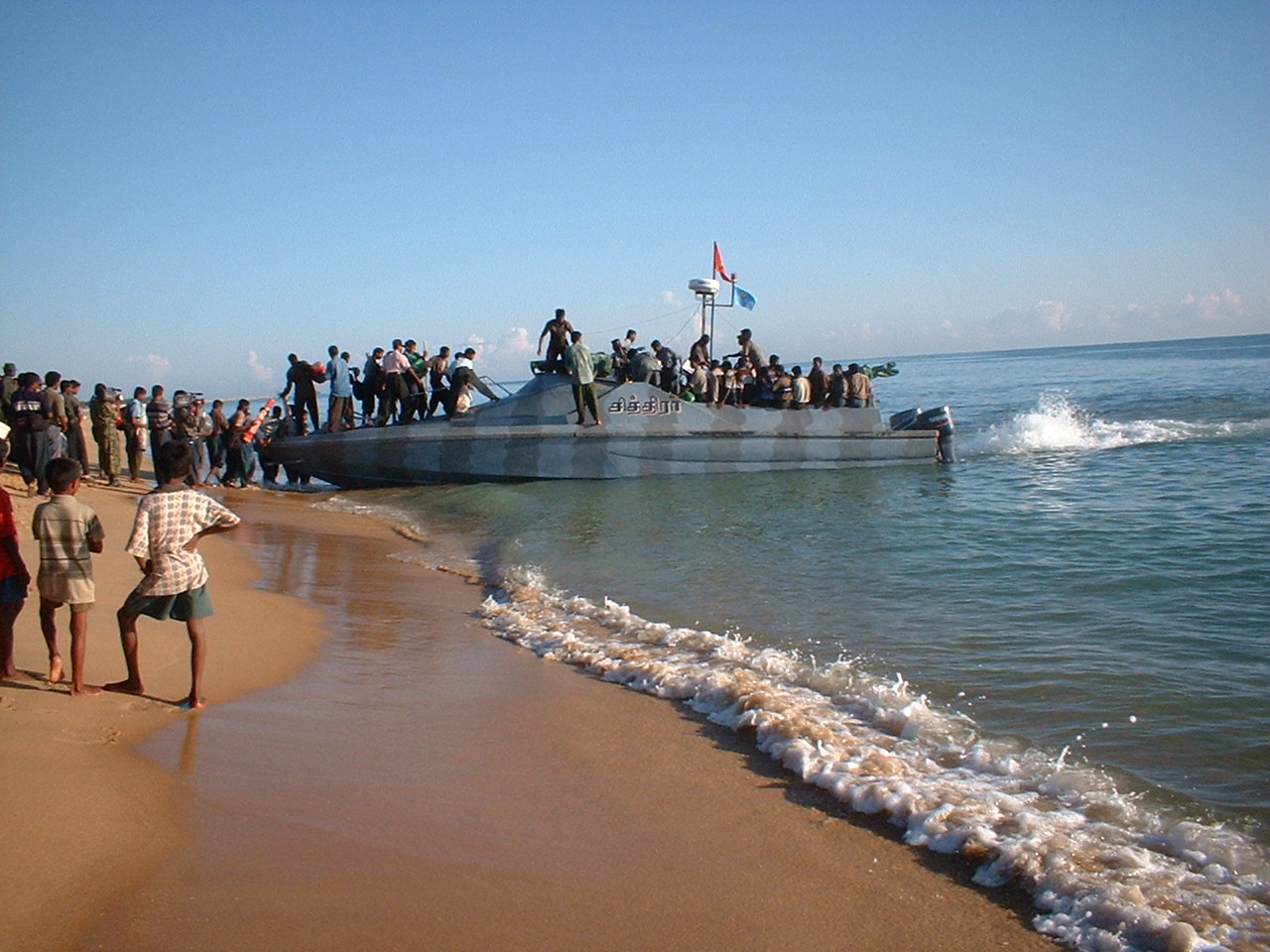
Tigres Tàmils carregant un vaixell a Mullaitivu, 2005
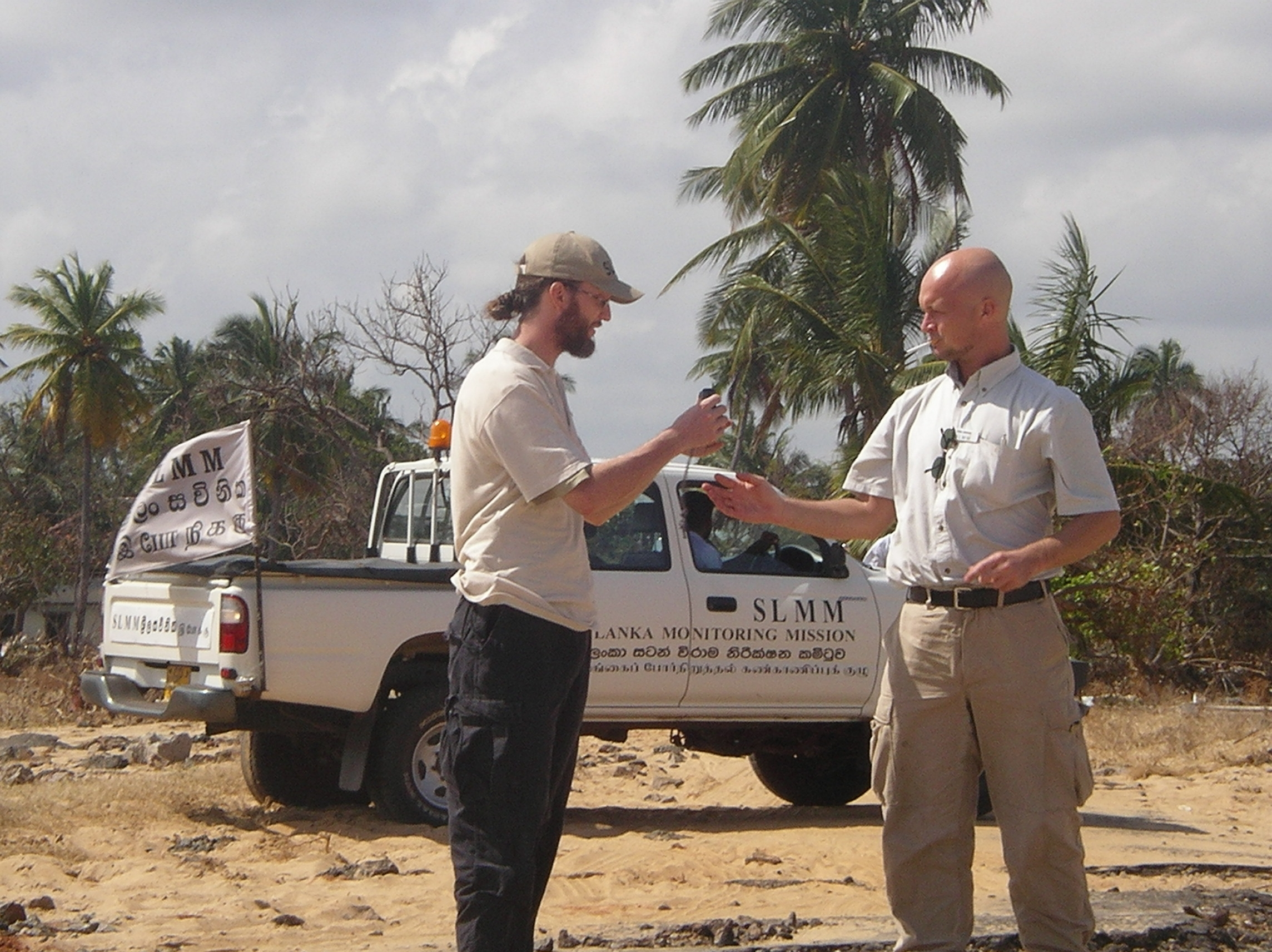
Missió noruega de supervisió durant la treva, 2006